# Paynesville (Minnesota)
Paynesville és una població dels Estats Units a l'estat de Minnesota. Segons el cens del 2000 tenia 2.267 habitants.

## Demografia
Segons el cens del 2000, Paynesville tenia 2.267 habitants, 934 habitatges, i 594 famílies. La densitat de població era de 663,1 habitants per km².
Dels 934 habitatges en un 28,2% hi vivien nens de menys de 18 anys, en un 54,1% hi vivien parelles casades, en un 6,7% dones solteres, i en un 36,4% no eren unitats familiars. En el 32,9% dels habitatges hi vivien persones soles el 20% de les quals corresponia a persones de 65 anys o més que vivien soles. El nombre mitjà de persones vivint en cada habitatge era de 2,32 i el nombre mitjà de persones que vivien en cada família era de 2,95.
Per edats la població es repartia de la següent manera: un 23% tenia menys de 18 anys, un 8,8% entre 18 i 24, un 24,2% entre 25 i 44, un 18,9% de 45 a 60 i un 25,1% 65 anys o més.
L'edat mediana era de 40 anys. Per cada 100 dones de 18 o més anys hi havia 82 homes.
La renda mediana per habitatge era de 34.000 $ i la renda mediana per família de 42.500 $. Els homes tenien una renda mediana de 30.978 $ mentre que les dones 20.219 $. La renda per capita de la població era de 17.246 $. Entorn del 4,5% de les famílies i el 8,1% de la població estaven per davall del llindar de pobresa.

## Poblacions més properes
El següent diagrama mostra les poblacions més properes.